# Heltai Jenő (színművész)
Heltai Jenő, született Husser Jenő (Lugos, 1879. augusztus 16. – Budapest, 1945. április 19.) színész, színházigazgató, az Astra Filmgyár vezérigazgatója.

## Élete
Husser Ármin (1843–1906) szállító és Freund Paula fiaként született. Először 1899 szeptemberében lépett fel Kunhegyi Miklós társulatában. Ezt követően 1899–1900-ban Havi Lajosnál, 1900–1901-ben Lőcsén, 1901–1902-ben Érsekújvárban, 1902–1903-ban Nagyváradon, 1903-tól 1905-ig a Magyar Színházban játszott. 1905 és 1908 között Kecskeméten, 1908–1909-ben Pozsonyban, 1910–11-ben Aradon, 1911 és 1916 között Szegeden szerepelt. 1912. április 19-én a budapesti Népoperában (Városi Színház) a Cornevillei harangok című operettben Gáspár apó alakításával nagy közönségsikert aratott és a sajtó elismerését is kivívta. 1916-ban került Debrecenbe, majd 1917–től 1920-ig vezette a színházat. 1920 májusától augusztusig a Fővárosi Orfeumban működött, majd 1920-ban kinevezték az Astra Filmgyár Rt. vezérigazgatójának. Vállalata azonban már 1921-ben csődött jelentett, ezután felhagyott a színészettel és jelmezkölcsönzőt nyitott (ez 1944-ig megtalálható volt a budapesti telefonkönyvben). Operettek buffószerepeiban láthatta a közönség. Több művében is taglalta a vidéki színészet helyzetét. Elhunyt 1945. április 19-én délután 2 órakor. Sírja a Farkasréti temetőben található (11/6. parcella, 1-3/4). Neje Kreisler Szeréna (Szelina) volt, akivel 1903. április 7-én kötött házasságot Budapesten, a Terézvárosban.

## Fontosabb szerepei
- Mujkó cigány (Huszka Jenő: Gül Baba);
- Bagó (Kacsóh Pongrác: János vitéz);
- Bazil (Lehár Ferenc: Luxemburg grófja).

## Fontosabb művei
- Utazás a holdba. Fantasztikus nagy operett 3 felvonásban. (Bemutatták 1908. április 3-án, Kecskeméten)
- Debrecen színészete. Beszámoló az 1917–18-as évről (Debrecen, 1918);
- A magyar színészet reformtervezete különös tekintettel a debreceni színészetre (Debrecen, 1919);
- A magyar színészet válságai Felvinczy Györgytől (1696) napjainkig. A válság megoldásának tervezete (1933)